# Johnny Thomson
Johnny Thomson (n. 9 aprilie 1922 – d. 24 septembrie 1960) a fost un pilot de curse auto american care a evoluat în Campionatul Mondial de Formula 1 între anii 1953 și 1960.